# Lomachantha rufitarsis
Lomachantha rufitarsis är en tvåvingeart som beskrevs av Villeneuve 1912. Lomachantha rufitarsis ingår i släktet Lomachantha och familjen parasitflugor. Inga underarter finns listade i Catalogue of Life.